# 8 mm (calibro)
Questo articolo elenca le cartucce che utilizzano una pallottola di calibro dagli 8 mm ai 9 mm.
- Lunghezza si riferisce alla lunghezza del bossolo.
- Totale si riferisce alla lunghezza totale della cartuccia, incluso il proiettile.

Le misure sono date in millimetri, seguite dall'equivalente in pollici.
Per la spiegazione dei termini nella tabella vedere la pagina bossolo.

## Cartucce da pistola
| Nome            | Pallottola  | Lunghezza    | Collarino    | Base         | Spalla      | Colletto    | Totale       |
| --------------- | ----------- | ------------ | ------------ | ------------ | ----------- | ----------- | ------------ |
| 8 × 22 mm Nambu | 8,18 (.322) | 21,25 (.840) | 10,50 (.413) | 10,32 (.407) | 9,86 (.388) | 8,73 (.340) | 31,75 (1,25) |
| 8 mm Roth-Steyr | 8,16 (.321) | 18,65 ()     | 8,85 ()      | 8,85 ()      |             | 8,80 ()     | 29,00 ()     |

## Cartucce da rivoltella
| Nome                                                          | Pallottola   | Lunghezza    | Collarino    | Base         | Colletto     | Totale        |
| ------------------------------------------------------------- | ------------ | ------------ | ------------ | ------------ | ------------ | ------------- |
| .32 S&W Long                                                  | 8,001 (.315) | 23,37 (.920) | 9,53 (.375)  | 8,56 (.337)  | 8,56 (.337)  | 32,51 (1,280) |
| .320 Revolver                                                 | 8,052 (.317) | 16 (0,62)    | 8,9 (.350)   | 7,9 (.306)   | 8,1 (.320)   | 24,5 (.95)    |
| .327 Federal Magnum                                           | 8,001 (.315) | 30 (1,20)    | 9,5 (.375)   | 8,6 (.337)   | 8,6 (.337)   | 37 (1,47)     |
| 7,5 mm 1882/7,5 mm Revolver Svizzero                          | 8,052 (.317) | 22,61 (.890) | 10,34 (.407) | 8,763 (.345) | 8,509 (.335) | 32,77 (1,29)  |
| 8 × 27 mm/8mm Rivoltella Lebel/8 × 27 mm R Regimetaire Mle 92 | 8,204 (.323) | 27,18 (1,07) | 10,16 (.400) | 9,753 (.384) | 8,89 (.35)   | 36,58 (1,44)  |
| 7,5 mm Nagant Svedese                                         | 8,255 (.325) | 22,61 (.890) | 10,31 (.406) | 8,890 (.350) | 8,331 (.328) | 34,29 (1,35)  |

## Cartucce da fucile
| Nome                        | Pallottola    | Lunghezza     | Collarino    | Base          | Spalla        | Colletto     | Totale        |
| --------------------------- | ------------- | ------------- | ------------ | ------------- | ------------- | ------------ | ------------- |
| 7,92 × 33 mm                | 8,2 (.321)    | 33,00         | 11,9 (.470)  | 11,9 (.470)   | 11,2 (.431)   | 8,9 (.357 )  | 49,00         |
| 8 mm Remington Magnum       | 8,217 (.3235) | 72,39 (2,850) | 13,51 (.532) | 13,02 (.5126) | 12,36 (.4868) | 8,99 (.354)  | 91,44 (3,60)  |
| .32 Winchester Self-Loading | 8,2 (.321)    | 31 (1,24)     | 9,9 (.390)   | 9,9 (.390)    | 8,8 (.347)    | 8,8 (.347)   | 48 (1,88)     |
| 8 × 56 mm R Kropatschek     | 8,17 (.322)   | 56,02 (2,206) | 15,74 (.620) | 13,76 (.542)  | 12,15 (.478)  | 9,2 (.362)   | 81,95 (3,226) |
| 8 × 56 mm R Mannlicher      |               |               |              |               |               |              |               |
| 8 × 50 mm R Mannlicher      | 8.15          | 50.38         |              | 14.11         |               |              | 76.21         |
| .32 Winchester Special      | 8,18 (.322)   | 51,82 (2,040) | 12,85 (.506) | 10,72 (.422)  | 10,19 (.401)  | 8,77 (.345)  | 64,77 (2,55)  |
| .325 WSM                    | 8,2 (.323)    | 53,34 (2,10)  | 13,59 (.535) | 14,10 (.555)  | 13,665 (.538) | 9,093 (.357) | -             |
| 8 × 57 mm IS/8 mm Mauser    | 8,20 (.323)   | 57,00 (2,244) | 11,95 (.470) | 11,94 (.470)  | 10,95 (.431)  | 9,08 (.345)  | 82,00 (3,228) |
| 8 × 60 mm S                 | 8,20 (.323)   | 60,00 (2,362) | 11,95 (.470) | 11,98 (.473)  | 10,95 (.431)  | 9,08 (.357)  | 82,50 (3,25)  |
| 8 × 64 mm S                 | 8,20 (.323)   | 64,00 (2,520) | 12,00 (.473) | 11,95 (.470)  | 10,85 (.427)  | 8,96 (.353)  | 87,50 (3,445) |
| 8 × 68 mm S                 | 8,20 (.323)   | 67,50 (2,657) | 13,00 (.512) | 13,30 (.524)  | 12,15 (.478)  | 9,14 (.360)  | 87,00 (3,425) |
| 8 mm Lebel                  | 8,3 (.327)    | 50,5 (1,99)   | 16,0 (.630)  | 13,77 (.543)  | 11,6 (.457)   | 8,85 (.349)  | 69,85 (2,75)  |
| .338 Whisper                | 8,59 (.338)   | 37,34 (1,47)  | 11,84 (.466) | 11,76 (.463)  | 11,61 (.457)  | 9,14 (.360)  | -             |
| .33 Winchester              | 8,59 (.338)   | 54 (2,11)     | 15,5 (.610)  | 12,9 (.508)   | 11,3 (.443)   | 9,3 (.365)   | 71 (2,8)      |
| .333 Jeffery Flanged        |               |               |              |               |               |              |               |
| .338 Federal                |               |               |              |               |               |              |               |
| .338 Spectre                |               |               |              |               |               |              |               |
| .338-06                     | 8,59 (.338)   | 63,35 (2,494) | 12,01 (.473) | 11,99 (.472)  | 11,2 (.441)   | 9,37 (.369)  | 85,6 (3,37)   |
| .338 Marlin express         | 8,59 (.338)   |               |              |               |               |              |               |
| .338 Winchester Magnum      | 8,611 (.339)  | 63,50 (2,500) | 13,51 (.532) | 13,03 (.513)  | 12,47 (.491)  | 9,39 (.370)  | 84,84 (3,340) |
| .338 Lapua Magnum           | 8,585 (.338)  | 69,20 (2,73)  | 14,93 (.588) | 14,91 (.587)  | 13,82 (.544)  | 9,41 (.371)  | 93,50 (3,68)  |
| .338 Norma Magnum           | 8,585 (.338)  |               |              |               |               |              |               |
| .338 Remington Ultra Magnum |               |               |              |               |               |              |               |
| .338 Edge                   |               |               |              |               |               |              |               |
| .338 Xtreme                 |               |               |              |               |               |              |               |
| .338 XT                     |               |               |              |               |               |              |               |
| .338-408                    |               |               |              |               |               |              |               |
| .338-416                    |               |               |              |               |               |              |               |
| .338 Excalibur              |               |               |              |               |               |              |               |